# Championnats d'Europe de gymnastique aérobic 2005
Navigation
Édition précédente Édition suivante
Les championnats d'Europe de gymnastique aérobic 2005, quatrième édition des championnats d'Europe de gymnastique aérobic, ont eu lieu du 27 au 30 octobre 2005 à Coimbra, au Portugal.